# Guernini
Guernini est une commune de la wilaya de Djelfa en Algérie.